# Озе (француско село)
Озе (фр. Auzay) насеље је и општина у западној Француској у региону Лоара, у департману Вандеја која припада префектури Фонтне ле Конте.
По подацима из 2011. године у општини је живело 628 становника, а густина насељености је износила 45,54 становника/km². Општина се простире на површини од 13,79 km². Налази се на средњој надморској висини од 50 метара (максималној 52 m, а минималној 1 m).

## Демографија
| 1962. | 1968. | 1975. | 1982. | 1990. | 1999. | 2011. |
| ----- | ----- | ----- | ----- | ----- | ----- | ----- |
| 402   | 412   | 417   | 473   | 452   | 522   | 628   |

График промене броја становника у току последњих година